# Burj Al Alam
Burj Al Alam (tiếng Anh: "World Tower") là một tòa nhà cao tầng cao 108 m được đề xuất xây dựng ở khu vực Vịnh Business của Dubai, Các Tiểu vương quốc Ả Rập thống nhất, mặc dù nguồn gốc của dự án nằm trong thiết kế 101 tầng được gọi là "Fortune 101" và được dự kiến cho khu vực Dubai Marina. Nó được thiết kế giống như một bông hoa hình pha lê. Nếu được xây dựng, nó sẽ trở thành một trong những tòa nhà cao nhất thế giới. Tòa tháp là một trong những dự án của Tập đoàn Fortune, trong đó có một số dự án khác ở Dubai như Vịnh Fortune và Tháp Fortune.
Kế hoạch xây dựng được đề xuất bao gồm 74 tầng văn phòng, một khu bán lẻ, một khách sạn và căn hộ dịch vụ ở 27 tầng cao nhất. Một phần khách sạn 5 sao sẽ chứa các phòng khách sạn cao nhất trên thế giới. Tòa nhà cũng có một vương miện 6 tầng có bồn tắm kiểu Thổ Nhĩ Kỳ, khu vườn trên cao và các tiện nghi cho câu lạc bộ khác.
Khởi công vào ngày 12 tháng 11 năm 2006 và dự kiến hoàn thành vào năm 2009, nhưng dự án đã bị trì hoãn bởi sự chậm trễ trong các khoản thanh toán từ các nhà đầu tư do cuộc khủng hoảng tài chính toàn cầu. Việc xây dựng tháp đã được giữ lại ngay sau khi công tác đóng cọc trên nền móng đã được hoàn thành vào năm 2009. Nhà thầu chính cho xây dựng vẫn chưa được lựa chọn khi một báo cáo cho biết công trình dự kiến sẽ hoàn thành vào năm 2012. Có ít dấu hiệu hoạt động tại địa điểm này sau năm 2009 và không có thêm thông tin nào về tiến độ. Đến tháng 5 năm 2013, bản đồ vệ tinh của địa điểm này cho thấy nó đã được lấp đầy và san bằng.
Đôi khi vào năm 2012, trang web chính thức của tòa tháp đã hết hạn và hiện là tên miền chưa sử dụng. Đến cuối năm 2013, dự án đã chính thức bị hủy bỏ. Vào tháng 1 năm 2015, Burj Al Alam đã được Ủy ban dự án bất động sản hủy bỏ do Cơ quan quản lý bất động sản Dubai ủy quyền nằm trong danh sách các dự án bị hủy đang chờ điều trần thanh lý.

## Hình ảnh xây dựng

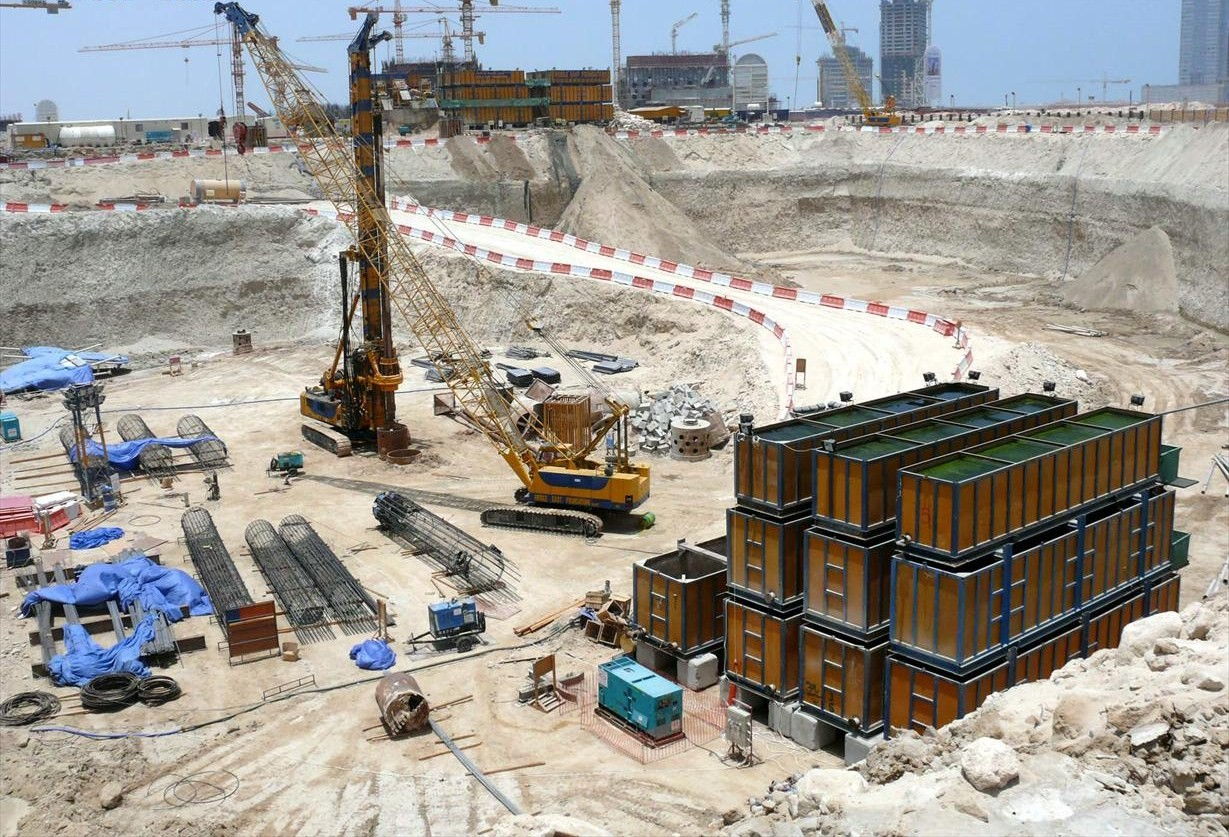
Công việc xây dựng đang được tiến hành, ngày 13 tháng 6 năm 2008.